# 1235
Anul 1235 (MCCXXXV) a fost un an obișnuit al calendarului gregorian.

## Evenimente
- 27 mai: Sfânta Elisabeta a Ungariei este canonizată de papa Grigore al IX-lea.
- 2 iulie: Împăratul Frederic al II-lea de Hohenstaufen reprimă revolta fiului său Henric, rege al romanilor, pe care îl face prizonier și îl înlocuiește cu un alt fiu, Conrad.
- 21 august: Ducatul de Braunschweig devine fief imperial.

### Nedatate
- Apel al papei Grigore al IX-lea pentru sprijinirea Imperiului latin.
- Bătălia de la Kirina (Mali). Bătălie între regele din Soso Sumanguru Kanté și prințul Mandinka, Sundiata Keita, încheiată cu victoria lui Keita.
- Dominicanii sunt expulzați din Toulouse.
- Hanul Ögödei al mongolilor decide cele patru direcții de atac: Europa, Orientul Mijlociu, Coreea și China dinastiei Song.
- Împăratul Ioan al III-lea Vatatzes de la Niceea și țarul Ioan Asan al II-lea al Bulgariei asediază pe mare și pe uscat Constantinopolul, încercând să îl cucerească din mâinile stăpânilor săi latini, Balduin al II-lea și Jean de Brienne.
- Mongolii fortifică reședința de la Karakorum.
- Regatul hindus Mâlwa din India trece în mâinile musulmanilor.
- Regele Iacob I "Cuceritorul" al Aragonului cucerește Ibiza, în Baleare.
- Robert Grosseteste este numit episcop de Lincoln.
- Târnovo, capitala statului bulgar, devine și sediul Bisericii bulgare autonome.

## Arte, științe, literatură și filozofie
- Este construit mausoleul lui Iltutmish, la Delhi.
- Este încheiată construcția catedralei din Laon, în Spania.
- Este întemeiată Școala regală de gramatică din Lancaster, în Anglia.
- Începe construirea catedralei din Trier, în Germania.

## Nașteri
- Arnold de Villanova, alchimist și doctor spaniol (d. 1311)
- Bonifaciu al VIII-lea (n. Benedict Caetani), papă (d. 1303)
- Ramon Llull, scriitor și filosof catalan (d. 1315)
- Qian Xuan, pictor chinez (d. 1305)

## Decese
- 14 ianuarie: Sava, 59 ani, sfânt patron al sârbilor (n. 1175)
- 5 septembrie: Henric I, 69 ani, duce de Brabant (n. 1165)
- 21 septembrie: Andrei al II-lea, 59 ani, rege al Ungariei (n. 1175)

- Ibn al-Farid, 53 ani, poet egiptean (n. 1181)

## Înscăunări
- 14 octombrie: Bela al IV-lea, rege al Ungariei (1235-1270)